# Бенджамін Андерсон
Бенджамін Андерсон (англ. Benjamin Anderson, 1 травня 1886, м. Колумбія, США — 19 січня 1949; м. Лос-Анджелес) — американський економіст Австрійської школи.

## Навчання та юність
Бенджамін Андерсон народився в Колумбії, штат Міссурі, в сім'ї Бенджаміна Макліна Андерсона, бізнесмена та політика. Коли йому було шістнадцять років, Андерсон записався на уроки в Міссурійський університет у своєму рідному місті де здобув ступінь бакалавра мистецтв в 1906 р. Після отримання ступеня бакалавра гуманітарних наук Андерсон рік працював професором політичної економії та соціології в Коледжі Міссурі-Веллі, перш ніж стати завідувачем кафедри політичної економії та соціології Державної педагогічної школи (пізніше відомої як Університет штату Міссурі) у Спрингфілді.
У 1910 році Андерсон став магістром гуманітарних наук при Університет Іллінойсу в Урбана-Шампейн, а рік по тому отримав ступінь доктора філософії при Колумбійському університеті. Частина його дисертації пізніше була опублікована під заголовком «Соціальні цінності: теорія, критика та конструктивізм» (англ. Social Value: Theory, Critical and Constructive).

## Кар'єра
Здобувши докторську ступінь, Андерсон викладав у Колумбійському університеті, а потім — у Гарвардському університеті. У цей час він написав свою «Вартість грошей» (англ. Value of Money), критикуючи кількісну теорію грошей. Він покинув Гарвард і приєднався до Національного комурційного банку Нью-Йорка в 1918 році.
Однак він пробув у Національному комерційному банку лише два роки, після чого Чейз Нешнл Банк найняв його економістом та новим редактором «Економічного бюлетня Банку». Саме в цей час сфера наукових інтересів Андерсона розширилась: він почав писати статті, що критикують прогресивну політику в різних сферах: гроші, кредит, міжнародна економічна політика, сільське господарство, податки, війна, урядові борги і економічне планування. Він був головним противником «Нового курсу» і з ентузіазмом підтримував Золотий стандарт.
У 1939 році Андерсон знову потрапив до академічної спільноти, цього разу професором економіки в Каліфорнійському університеті в Лос-Анджелесі. Він обіймав цю посаду аж до своєї смерті (від серцевого нападу) в 1949 році.

## Цікаві факти
Андерсон був досвідченим шахістом і навіть написав передмову до книги Хосе Рауля Капабланки «Підручник шахів» (англ. A Primer of Chess, 1935).

## Основні праці
- Social Value: A Study in Economic Theory Critical and Constructive (1911)
- The Value of Money (1917) (e-text)
- Effects of the War on Money, Credit and Banking in France and the U.S. (1919)
- «Економіка і добробут суспільства: фінансова та економічна історія Сполучених Штатів» (англ. Economics and the Public Welfare: A Financial and Economic History of the United States), 1914—1946 (1949)